# Polska Unia Gospodarcza
Polska Unia Gospodarcza (PUG) – polska partia polityczna o charakterze centrowym, funkcjonująca w latach 2000–2007.
Polska Unia Gospodarcza powstała w grudniu 2000. Została założona przez Wojciecha Kornowskiego, ówczesnego prezydenta Konfederacji Pracodawców Polskich (pełniącego tę funkcję od 1997 do sierpnia 2001). Ugrupowanie powstało w sprzeciwie wobec polityki gospodarczej prowadzonej przez partie zasiadające w parlamencie (największej krytyce poddana została Unia Wolności). Popierało m.in. rozwój małych i średnich przedsiębiorstw oraz zachowanie kas chorych, postulowało też m.in. zniesienie limitowania świadczeń medycznych. W szeregach PUG znaleźli się pracodawcy, przedsiębiorcy, przedstawiciele wolnych zawodów czy pracownicy najemni.
Przed wyborami parlamentarnymi w 2001 PUG proponowała certyfikat o wartości 5 tys. złotych, który każdy miał otrzymać po wejściu partii do parlamentu. Na listach wyborczych PUG mieli znaleźć się przedstawiciele założonej przez Janusza Tomaszewskiego partii Forum Obywatelskie, jednak ostatecznie do wspólnego startu nie doszło. PUG wystartowała w wyborach samodzielnie, wystawiając listy do Sejmu w 16 z 41 okręgów (znalazło się na nich 117 kandydatów). Na PUG oddano 0,06% głosów, co stanowiło przedostatni, 14. wynik spośród wszystkich komitetów.
PUG nie złożyła sprawozdania finansowego za 2001 rok i 11 października 2002 została wykreślona z ewidencji, jednak 4 lutego 2003 została zarejestrowana ponownie. W listopadzie tego samego roku wokół niej utworzono Ogólnopolski Komitet Obywatelski „OKO”, który wziął udział w wyborach do Parlamentu Europejskiego w 2004, rejestrując listy w całym kraju. Członkowie PUG znaleźli się na listach tego komitetu w niektórych okręgach, będąc najliczniej reprezentowaną na nich partią. Na „OKO” oddano 0,58% głosów, co stanowiło 14. wynik spośród wszystkich komitetów. W 2005 Ogólnopolski Komitet Obywatelski „OKO” przekształcił się w Ogólnopolską Koalicję Obywatelską, która podjęła współpracę ze Stanisławem Tymińskim, popierając go w wyborach prezydenckich (otrzymał on 0,16% głosów, zajmując 9. miejsce spośród 12 kandydatów). Wystartowała także wówczas w wyborach parlamentarnych, rejestrując listy niemal we wszystkich okręgach i uzyskując 0,14% głosów (co dało 16. miejsce). Na listach OKO znalazła się m.in. Krajowa Partia Emerytów i Rencistów. PUG nie odgrywała już wówczas dużej roli.
Polska Unia Gospodarcza nie złożyła sprawozdania finansowego za 2006 rok i 16 listopada 2007 została ostatecznie wykreślona z ewidencji. Wojciech Kornowski przystąpił potem do KPEiR. W 2012 krótko był p.o. przewodniczącego tej partii i w tym samym roku, wraz z częścią jej działaczy i innymi liderami dawnej OKO, utworzył Partię Emerytów Rencistów Rzeczypospolitej Polskiej, w której także objął przewodnictwo.